# Ешеверия
Ешеверията (Echeveria) е голям род цъфтящи растения от семейство Дебелецови (Crassulaceae), родом от полупустинни райони на Централна Америка, Мексико и северозападна Южна Америка.

## Етимология
Ешеверията е кръстен на Atanasio Echeverría y Godoy, ботанически илюстратор, допринесъл за Flora Mexicana.

## Местообитание
Обитава разнообразни равнини и планински възвишения, където температурите нерядко са минусови.

## Описание
Растението достига големина до 30 см. Повечето ешеверии имат силно скъсено стъбло, но се срещат и храстовидни.
Има много цветчетата с форма на камбанка, от 1 до 5 см в диаметър, плътни, покрити с восъчен налеп или с мъх, подобно на листата. На цвят са от бледо жълтозелени до оранжево-червени, от външната страна по-ярки. Цъфти от март до юли.
Листата са месести и имат форма на розетка, сиво-зеленикави, с различни оттенъци. Восъчният налеп, както и лекият мъх по листата, предпазват растенията от слънчевия пек и от сланите. При ярко слънчево греене восъчният слой се удебелява, поради което листата придобиват сиво-бял или синкаво-син оттенък, а краищата и връхчетата почервеняват.
За всеки вид е характерно определено количество листа в розетката, затова, дори част от тях да окапят поради неблагоприятните условия през зимата, растението си ги възстановява през топлия период.

## Отглеждане
Растението е много светлолюбиво и вирее на припек. Предпочитана е песъкливо-хумусната почва. Температурата в стаята не бива да пада под 15 градуса.

## Размножаване
Малките странични розетки се отделят от растението и се поставят направо в почва, обогатена с малко тор и по възможност премесена с пясък.

## Видове
Списък с видовете:
- Echeveria acutifolia Lindley
- Echeveria affinis Walther
- Echeveria agavoides Lemaire
- Echeveria alata Alexander
- Echeveria amoena De Smet
- Echeveria amphoralis Walther
- Echeveria andicola Pino
- Echeveria angustifolia Walther
- Echeveria atropurpurea (Baker) Morren
- Echeveria aurantiaca Reyes, Gonzáles-Zorzano & Brachet
- Echeveria australis Rose
- Echeveria bakeri Kimnach
- Echeveria ballsii Walther
- Echeveria bella Alexander
- Echeveria bicolor (Humb. & Bonpl.) Walther
- Echeveria bifida Schlechtendal
- Echeveria brachetii Reyes & Gonzáles
- Echeveria calderoniae Pérez-Calix
- Echeveria calycosa Moran
- Echeveria canaliculata Hooker f.
- Echeveria cante Glass & Mendoza-Garcia
- Echeveria carminea Alexander
- Echeveria carnicolor E. Morren
- Echeveria cerrograndensis Nieves-Hernández et al.
- Echeveria chapalensis Moran & C.H.Uhl
- Echeveria chazaroi Kimnach
- Echeveria chiclensis (Ball) Berger
- Echeveria chihuahuaensis von Poellnitz
- Echeveria chilonensis (Kuntze) Walther
- Echeveria coccinea (Cavanilles) DC
- Echeveria colorata Walther
- Echeveria compressicaulis Eggli & Taylor
- Echeveria corallina Alexander
- Echeveria coruana Garcia et al.
- Echeveria craigiana Walther
- Echeveria crenulata Rose
- Echeveria cuencaensis von Poellnitz
- Echeveria cuspidata Rose
- Echeveria dactylifera Walther
- Echeveria decumbens Kimnach
- Echeveria derenbergii J.A.Purpus
- Echeveria desmetiana De Smet
- Echeveria diffractens Kimnach & A.B.Lau
- Echeveria elegans Rose
- Echeveria eurychlamys (Diels) Berger
- Echeveria excelsa (Diels)Berger
- Echeveria fimbriata C.H.Thompson
- Echeveria fulgens Lemaire
- Echeveria gibbiflora DC
- Echeveria gigantea Rose & Purpus
- Echeveria globuliflora Walther
- Echeveria globulosa Moran
- Echeveria goldmanii Rose
- Echeveria gracilis (Rose) Moran
- Echeveria grisea Walther
- Echeveria guatemalensis Rose
- Echeveria gudeliana Véliz & García-Mendoza
- Echeveria guerrerensis Reyes, González-Zorzano & Brachet
- Echeveria halbingeri Walther
- Echeveria harmsii J.F.Macbride
- Echeveria helmutiana Kimnach
- Echeveria heterosepala Rose
- Echeveria holwayi Rose
- Echeveria humilis Rose
- Echeveria hyalina E.Walther
- Echeveria johnsonii Walther
- Echeveria juarezensis Walther
- Echeveria juliana Reyes, González-Zorzano & Kristen
- Echeveria kimnachii Meyrán & Vega
- Echeveria krahnii Kimnach
- Echeveria laui Moran&Meyrán
- Echeveria leucotricha Purpus
- Echeveria lilacina Kimnach & Moran
- Echeveria longiflora Walther
- Echeveria longissima Walther
- Echeveria lozanoi Rose
- Echeveria lutea Rose
- Echeveria lyonsii Kimnach
- Echeveria macdougallii Walther
- Echeveria macrantha Standley & Steyermark
- Echeveria marianae García-Ruiz & Costea
- Echeveria maxonii Rose
- Echeveria megacalyx Walther
- Echeveria minima J.Meyrán
- Echeveria mondragoniana Reyes & Brachet
- Echeveria montana Rose
- Echeveria moranii Walther
- Echeveria mucronata Schlechtendal
- Echeveria multicaulis Rose
- Echeveria munizii Padilla-Lepe & A. Vázquez
- Echeveria nayaritensis Kimnach
- Echeveria nebularum Moran & Kimnach
- Echeveria nodulosa (Baker) Otto
- Echeveria novogaliciana Reyes, Brachet & González-Zorzano
- Echeveria nuda Lindley
- Echeveria nuyooensis Reyes & Islas
- Echeveria olivacea Moran
- Echeveria oreophila Kimnach
- Echeveria pallida Walther
- Echeveria paniculata Gray
- Echeveria papillosa Kimnach & C.H.Uhl
- Echeveria patriotica García & Pérez-Calix
- Echeveria penduliflora Walther
- Echeveria pendulosa Kimnach & Uhl
- Echeveria perezcalixii Jimeno-Sevilla & Carillo
- Echeveria peruviana Meyrán
- Echeveria pilosa J.A.Purpus
- Echeveria pinetorum Rose
- Echeveriap pistioides García et al.
- Echeveria pittieri Rose
- Echeveria platyphylla Rose
- Echeveria pringlei (S.Watson) Rose
- Echeveria procera Moran
- Echeveria prolifica Moran & J.Meyrán
- Echeveria prunina Kimnach & Moran
- Echeveria pulidonis Walther
- Echeveria pulvinata Rose
- Echeveria purhepecha García
- Echeveria purpusorum Berger
- Echeveria quitensis (Humb. & Bonpl.) Lindley
- Echeveria racemosa Schlechtendal & Chamisso
- Echeveria rauschii van Keppel
- Echeveria recurvata Carruthers
- Echeveria rodolfi Martínez-Ávalos & Mora-Olivo
- Echeveria rosea Lindley
- Echeveria roseiflora Reyes & Gonzáles-Zorzano
- Echeveria rubromarginata Rose
- Echeveria rulfiana Jimeno-Sevilla et al.
- Echeveria runyonii Rose ex Walther
- Echeveria schaffneri (S.Watson) Rose
- Echeveria scheeri Lindley
- Echeveria secunda Booth
- Echeveria semivestita Moran
- Echeveria sessiliflora Rose
- Echeveria setosa Rose & Purpus
- Echeveria shaviana Walther
- Echeveria simulans Rose
- Echeveria skinneri Walther
- Echeveria spectabilis Alexander
- Echeveria steyermarkii Standley
- Echeveria strictiflora A.Gray
- Echeveria subalpina Rose & Purpus
- Echeveria subcorymbosa  Kimnach & Moran
- Echeveria subrigida (Robinson & Seaton) Rose
- Echeveria subspicata (Baker) Berger
- Echeveria tamaulipana Martinez-Ávalos, Mora & Terry
- Echeveria tencho Moran & Uhl
- Echeveria tenuis Rose
- Echeveria teretifolia Sessé & Mociño ex DC
- Echeveria tobarensis Berger
- Echeveria tolimanensis Matuda
- Echeveria tolucensis Rose
- Echeveria trianthina Rose
- Echeveria triquiana Reyes & Brachet
- Echeveria turgida Rose
- Echeveria uhlii Meyrán
- Echeveria unguiculata Kimnach
- Echeveria utcubambensis Hutchinson ex Kimnach
- Echeveria uxorum Jimeno-Sevilla & Cházaro
- Echeveria valvata Moran
- Echeveria viridissima Walther
- Echeveria walpoleana Rose
- Echeveria waltheri Moran & Meyrán
- Echeveria westii Walther
- Echeveria whitei Rose
- Echeveria wurdackii Hutchison ex Kimnach
- Echeveria xichuensis Lopez & Reyes
- Echeveria yalmanantlanensis A.Vázquez & Cházaro
- Echeveria zorzaniana Reyes & Brachet

## Галерия
- Echeveria glauca
- Echeveria laui
- Echeveria gibbiflora
- Echeveria ‘Black Prince’
- Echeveria ‘Black Prince’
- Echeveria ‘Blue Curl’
- Echeveria pulvinata
- Скулптура от ешеверии